# Анна Борковська
Анна Борковска (пол. Anna Borkowska; пом. 2008, Тегеран) — польсько-іранська актриса і педагог з вокалу. В дитинстві Анна була змушена піти з дому разом з сім'єю після Радянського вторгнення до Польщі, коли її вивезли до Сибіру. Після того, вона змогла покинути виправно-трудовий табір у СРСР із армією Андерса, то прибула до Ірану і оселилася в Тегерані.
Борковська — найвідоміша глядачеві у ролі доброї жінки, що допомагає дівчинці в пошуках Золотої рибки у стрічці Джафара Панахі, що вийшла на екрани 1995 року — Біла кулька.
Вона також є головною героїнею фільму Хосрова Синаї «Втрачений Реквієм» (Marsiye-ye gomshode, مرثیه گمشده) (1983) — це документальний фільм про поляків, які знайшли притулок в Ірані під час другої світової війни, після того, як їх було насильно вивезено в радянські табори до Сибіру.
Анну було поховано на польському Дубляському цвинтарі в Тегерані.
Лекцію про Борковську та її життя в Польщі, труднощі, пов'язані з СРСР, та життя та кінокар'єру в Ірані провела польський спеціаліст з іранських досліджень Івонна Новицька у червні 2019 року у Варшаві і у вересні 2019 року у Вінниці. Було використано письмові, та унікальні фотографічні плівкові матеріали з архіву Новицької й іранського дослідника Алірези Довлатшахі.
Стаття Івонни Новіцької про Борковську під назвою «Anna Borkowska, 'Man artist hastam', czyli 'Jestem artystką'» (Анна Борковська, «Ман артіст хастам» або «Я — художник») опублікована в книзі «Perskie losy» (Перські лоси) Йоланти Сераковської-Диндо, Івонни Новіцької, Станіслава А. Яшковського, Варшава 2023, ISBN 9788382381320 на стор. 77-81.